# Bánh pudding
Pudding là một loại thức ăn có thể là món tráng miệng hoặc món mặn (mặn hoặc cay) là một phần của bữa ăn chính.

## Định nghĩa

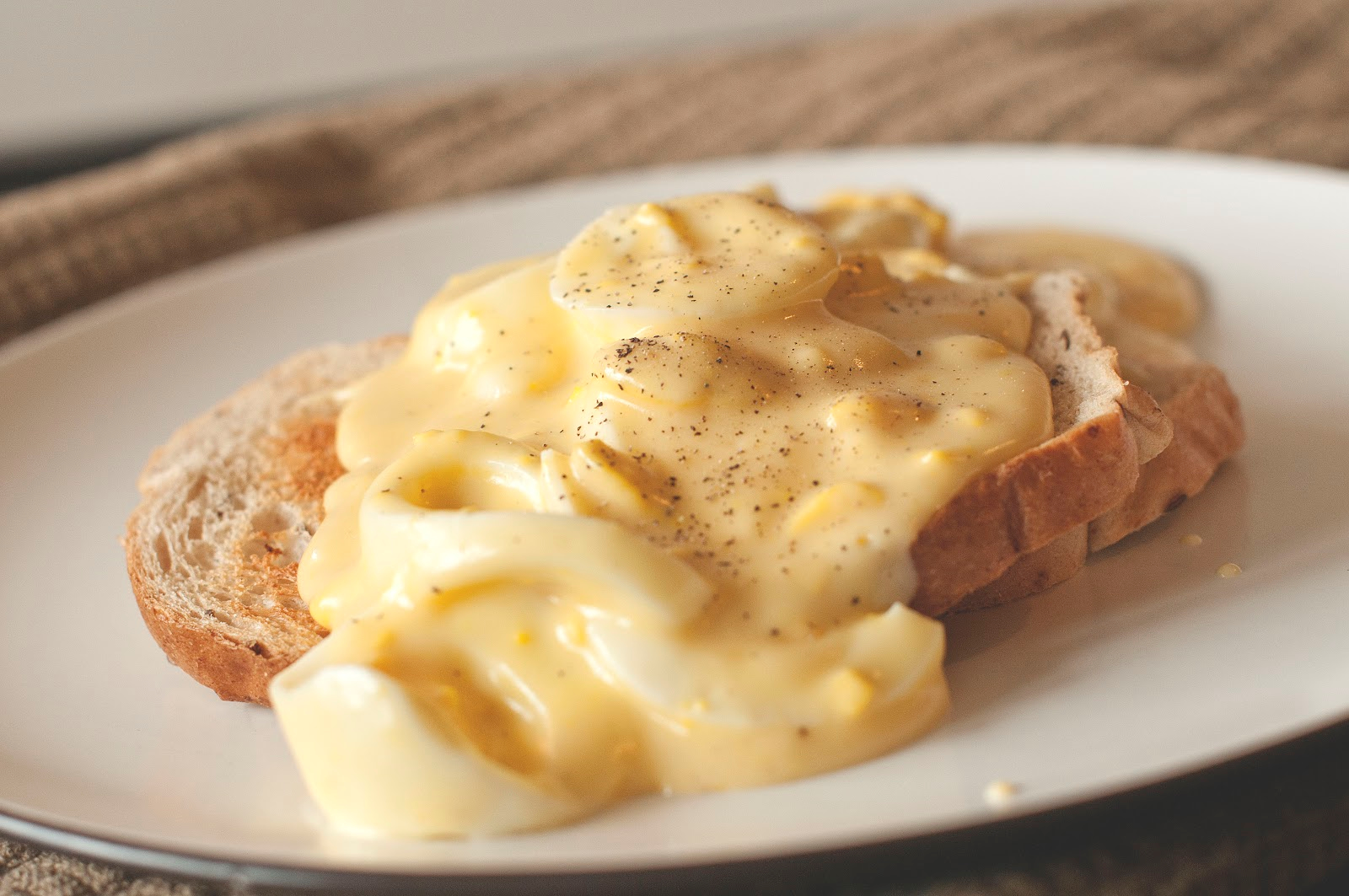
Kem trứng

Cách sử dụng từ pudding của người Mỹ hiện đại để biểu thị chủ yếu là món tráng miệng đã phát triển theo thời gian từ cách sử dụng gần như độc quyền ban đầu của thuật ngữ này để mô tả các món mặn, cụ thể là những món được tạo ra bằng quy trình tương tự như được sử dụng cho xúc xích, trong đó thịt và các thành phần khác trong hầu hết ở thể lỏng được nhồi vào và sau đó hấp hoặc luộc chính để tạo thành kết cấu bên trong. Black pudding  (loại dồi lợn của châu Âu) và haggis tồn tại từ truyền thống này.
Theo "Từ điển Webster" của Mỹ, thực tế có ba thứ có thể được gọi là Pudding: 
1. Vật liệu chứa các loại ngũ cốc, thức ăn mềm hấp hoặc nướng.
2. Món tráng miệng mềm, xốp như kem hoặc kem đặc.
3. Nó chứa thịt bò và mỡ cừu và được hấp trong túi.

Cuốn "Oxford Food Encyclopedia" của Anh  thêm một chú thích đặc biệt trong đoạn pudding: "Pudding ở Hoa Kỳ hầu như chỉ đề cập đến các món tráng miệng làm bằng bột ngô và sữa."
Tại Vương quốc Anh và một số quốc gia thuộc Khối thịnh vượng chung, từ bánh pudding vẫn được dùng để chỉ các món ngọt và mặn. Tuy nhiên, trừ khi đủ tiêu chuẩn, thuật ngữ trong cách sử dụng hàng ngày thường biểu thị một món tráng miệng; ở Vương quốc Anh, bánh pudding được sử dụng như một từ đồng nghĩa với một món tráng miệng.
Pudding ngọt là món tráng miệng giàu tinh bột hoặc sữa khá đồng nhất như pudding gạo, chế biến bằng phương pháp hấp cách thủy như bánh pudding xốp có hoặc không có thêm các thành phần như trái cây khô như trong bánh pút-đinh Giáng sinh. Các món mặn bao gồm bánh pudding Yorkshire, bánh pudding đen, pudding mỡ thận và bánh pudding bít tết và thận.
Ở Hoa Kỳ và Canada,  pudding  đặc trưng biểu thị một món tráng miệng làm từ sữa ngọt có độ đặc tương tự như món kem trứng sữa, trứng sữa ăn liền hoặc mousse, thường được sản xuất thương mại bằng cách sử dụng bột bắp, gelatin hoặc chất tạo collagen tương tự như dòng sản phẩm của thương hiệu Jell ‑ O.
Ở các quốc gia thuộc Khối Thịnh vượng chung, những chiếc bánh pudding này được gọi là sữa trứng (hoặc sữa đông) nếu chúng được làm đặc bằng trứng, là blancmange nếu làm đặc tinh bột và như thạch nếu là gelatin. Pudding cũng có thể đề cập đến các món ăn khác như  bread pudding (pudding bánh mì) và pudding bánh gạo, mặc dù những tên gọi này có thể bắt nguồn từ những món ăn ở Anh.

## Lịch sử
Ở Vương quốc Anh và một số quốc gia thuộc Khối thịnh vượng chung, từ pudding có thể được sử dụng để mô tả cả món ngọt và món mặn. Tuy nhiên, trừ khi đủ tiêu chuẩn, thuật ngữ trong cách sử dụng hàng ngày thường biểu thị một món tráng miệng; ở Vương quốc Anh, bánh pudding được sử dụng như một từ đồng nghĩa với một món tráng miệng.

### Bánh pudding mặn
Cách sử dụng hiện đại của từ  pudding  để chỉ các món tráng miệng chủ yếu đã phát triển theo thời gian từ việc sử dụng gần như độc quyền của thuật ngữ này để mô tả các món ăn mặn, đặc biệt là những loại được tạo ra bằng quy trình tương tự như xúc xích trong đó thịt và các thành phần khác ở dạng lỏng được bao bọc và sau đó hấp hoặc luộc để tạo thành phần bên trong. Những ví dụ nổi tiếng nhất vẫn còn tồn tại là bánh pudding đen, là món yêu thích của Vua Henry VIII, và haggis. Các món mặn khác bao gồm pudding mỡ thận và bánh pudding bít tết và thận. Bánh pudding luộc hoặc hấp là món ăn chính phổ biến trên các tàu của Hải quân Hoàng gia trong thế kỷ 18 và 19; bánh pudding được sử dụng làm món ăn chính trong đó khẩu phần bột mì và mỡ thận bò mỗi ngày được sử dụng.

### Bánh pudding tráng miệng
Pudding tráng miệng của Khối thịnh vượng chung là món tráng miệng làm từ sữa hoặc tinh bột phong phú, khá đồng nhất như bánh pudding gạo hoặc hỗn hợp bánh hấp như pudding xốp (có hoặc không có thêm các thành phần như trái cây khô như trong bánh pudding Giáng sinh).

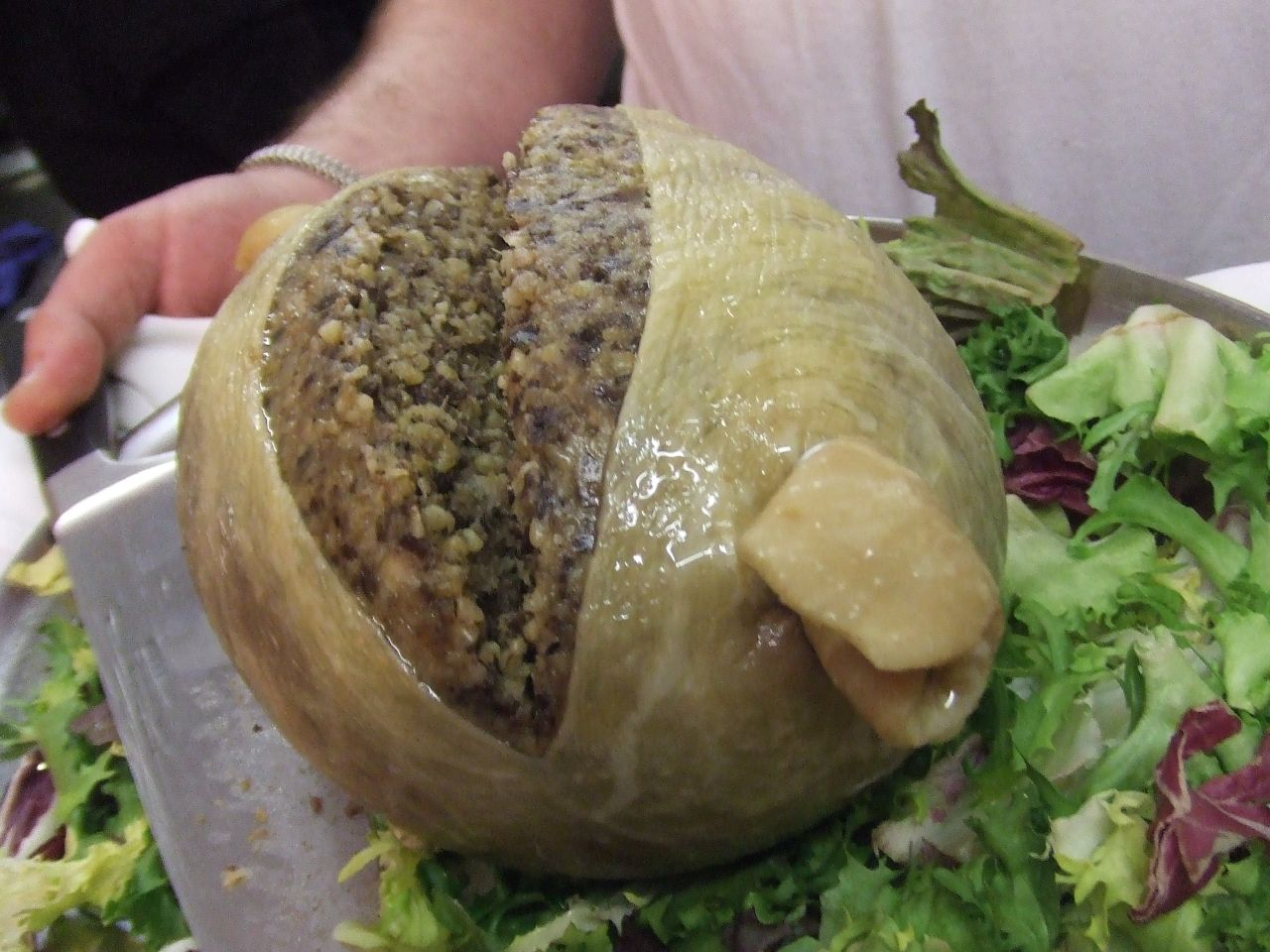
Haggis, bánh pudding mặn
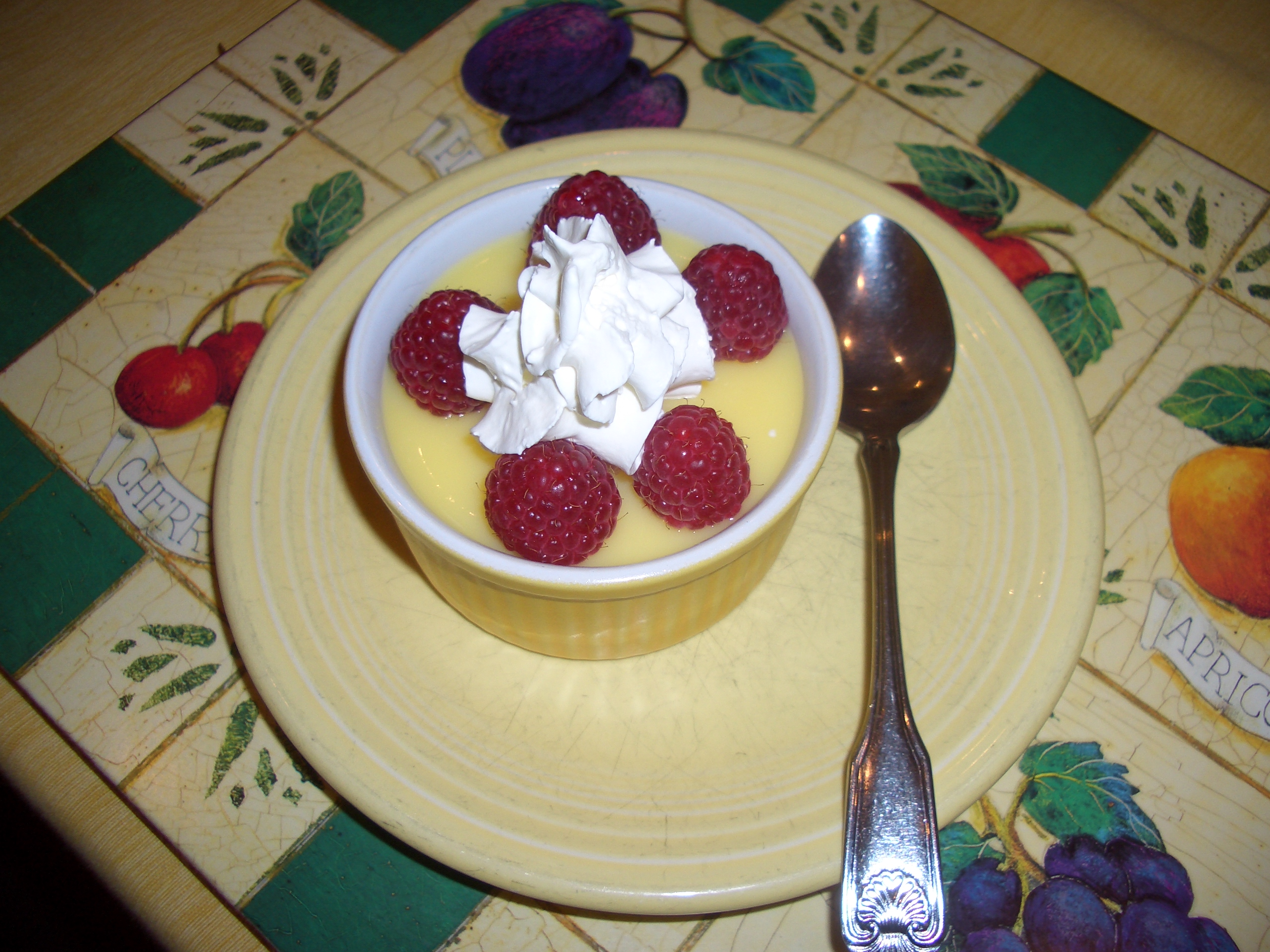
Bánh pudding thuộc loại món tráng miệng có thể được phục vụ với lớp phủ như trái cây tươi và kem tươi